# Paul Rouhana
Paul Rouhana OLM (* 13. November 1954 in Amchit, Libanon) ist ein libanesischer maronitischer Ordensgeistlicher und Weihbischof in Sarba.

## Leben
Paul Rouhana trat in die Ordensgemeinschaft des Libanesischen Maronitischen Ordens 1971 ein, legte die ewige Profess am 17. Januar 1978 ab und empfing am 9. Juni 1984 das Sakrament der Priesterweihe.
Am 27. Juni 2012 ernannte ihn Papst Benedikt XVI. zum Titularbischof von Antarados und stimmte der Wahl Paul Rouhanas zum Weihbischof in Sarba zu. Der maronitische Patriarch von Antiochien, Béchara Pierre Raï OMM, spendete ihm am 28. Juli desselben Jahres die Bischofsweihe; Mitkonsekratoren waren der emeritierte Kurienbischof in Antiochien, Samir Mazloum, der Erzbischof der Erzeparchie Beirut, Paul Youssef Matar, der Kurienbischof in Antiochien, Paul Nabil El-Sayah, der emeritierte Erzbischof der Erzeparchie Antelien, Joseph Mohsen Béchara, der Bischof der Eparchie Baalbek-Deir El-Ahmar, Simon Atallah OAM, der emeritierte Bischof der Eparchie Kairo, François Eid OMM, der Bischof der Eparchie Nossa Senhora do Líbano em São Paulo, Edgar Madi, und der Bischof der Eparchie Jbeil, Michel Aoun, sowie die emeritierten Weihbischöfe in Joubbé, Sarba und Jounieh, Guy-Paul Noujaim und Francis Némé Baïssari.
Am 4. Juli 2020 ernannte ihn Papst Franziskus zum Mitglied des Päpstlichen Rates zur Förderung der Einheit der Christen.